# Iphiaulax janus
Iphiaulax janus är en stekelart som beskrevs av Cameron 1887. Iphiaulax janus ingår i släktet Iphiaulax och familjen bracksteklar. Inga underarter finns listade i Catalogue of Life.